# Guerrero Negro
Guerrero Negro è una città dello Stato federato della Bassa California del Sud, nel Messico.

## Geografia
La città è compresa tra la Baia Sebastián Vizcaíno, la Laguna Ojo de Liebre e il Deserto di Vizcaíno e si trova sulla Penisola della California, dal lato oceanico (opposto al Golfo di California).